# Marc Leach
Marc Leach (sinh ngày 12 tháng 7 năm 1983) là một cựu cầu thủ bóng đá thi đấu ở Football League cho Wycombe Wanderers. Lần ra sân duy nhất của ông đến vào thất bại 4-0 trước Brighton & Hove Albion vào ngày 5 tháng 3 năm 2002.